# 모리 무라하루
모리 무라하루(일본어: 森村春, 생년 미상 ~ 1592년)는 센고쿠 시대부터 아즈치모모야마 시대까지의 무장이며, 아와 수군의 대장도 맡았다. 도사 도마리성(土佐泊城: 도쿠시마현 나루토시)을 본거지로 하였다. 원래 호소카와씨, 미요시씨를 섬겼으나, 도요토미 히데요시의 시고쿠 공격 후, 하치스카 이에마사가 아와국에 들어오면서 하치스카씨의 가신이 되어 아와후쿠이(阿波福井) 3천여 석의 영지를 받았다.
1587년의 규슈 정벌, 1590년의 오다와라 정벌에도 참전했다. 이후 임진왜란 때 당항포 해전에서 전사하였다.